# Ilya Ostroukhov
Ilya Ostroukhov, ou Ostrooukhov (en russe : Илья́ Семёнович Остроу́хов, prononcer Ostraoukhov), né le 20 juillet 1858 à Moscou et mort le 8 juillet 1929 dans la même ville, est un peintre russe, paysagiste et collectionneur.

## Biographie
Né dans une famille de marchands, il étudie la peinture avec des précepteurs privés. Ses toiles les plus connues sont des paysages : Automne doré (1886), Premiers tons verts (1887) et Siverko (1890).
Ostroukhov est membre de la société des peintres Ambulants, de l'Union des artistes russes de Saint-Pétersbourg, et de l'Académie russe des beaux-arts. Ami de Pavel Tretiakov, il est l'un des directeurs de la Galerie Tretiakov.
Collectionneur de peinture et d'icônes, il rassemble une des plus belles collections de Russie et conseille en la matière le collectionneur Alexeï Morozov.
En 1890, Ostroukhov ouvre un musée privé qui se voit nationalisé en 1918, après la Révolution d'Octobre. Il en est toutefois nommé conservateur à vie. Depuis 1920, ce musée porte le nom de « Musée d'icônes et de peinture Ilya Ostroukhov ». Après sa mort, le musée est réorganisé et une partie importante des collections d'icônes d'Ostroukhov se trouve aujourd'hui dans la galerie des arts anciens de la Galerie Tretiakov.
Pendant les années 1880-1890, Savva Mamontov l'invite dans sa propriété d'Abramtsevo avec de nombreux artistes, parmi lesquels les frères Apollinaire et Viktor Vasnetsov, Ilia Répine, Vassili Polenov et Elena Polenova, le sculpteur Mark Antokolski. Ces artistes, réunis à Abramtsevo, travaillent plus librement qu'à la cour impériale. Ostroukhov y réalise les décors pour l'opéra Carmen, tandis que Polenov réalise ceux d'Aida.
En 1913, à l'occasion du tricentenaire de la Maison impériale des Romanov, l'Institut d'archéologie de Moscou organise une exposition « L'art de l'ancienne Russie ». C'est l'une des premières grandes expositions de redécouverte des icônes russes. Pavel Mouratov en assure le commissariat, avec un projet ambitieux en proposant une plate-forme esthétique et intellectuelle dans laquelle les artistes russes vont pouvoir puiser leur inspiration. Seule Moscou pouvait organiser une telle exposition, parce qu'elle s'appuyait sur des collections telles que celles d'Ostroukhov ou celle de la famille de Nikolaï Riabouchinski.
Actuellement, sa maison abrite le musée de la « Littérature russe du XXe siècle ». Ce musée organise alternativement des expositions sur l'histoire de la littérature du XXe siècle et d'autres sur des peintres liés à la littérature. Depuis le début des années 2000, plus de 200 expositions littéraires sur « L'Âge d'argent » ont été organisées, parmi lesquelles celles sur Ossip Mandelstam, Anna Akhmatova, Sergueï Essenine, Vladimir Maïakovski, Nikolaï Berdiaev. Le musée a participé aux expositions « Moscou — Berlin », « Boulgakov » (Paris), « Mandelstam » (Paris). Le bâtiment du musée est un hôtel particulier du XIXe siècle.
Ostroukhov est inhumé au cimetière Danilovski de Moscou.

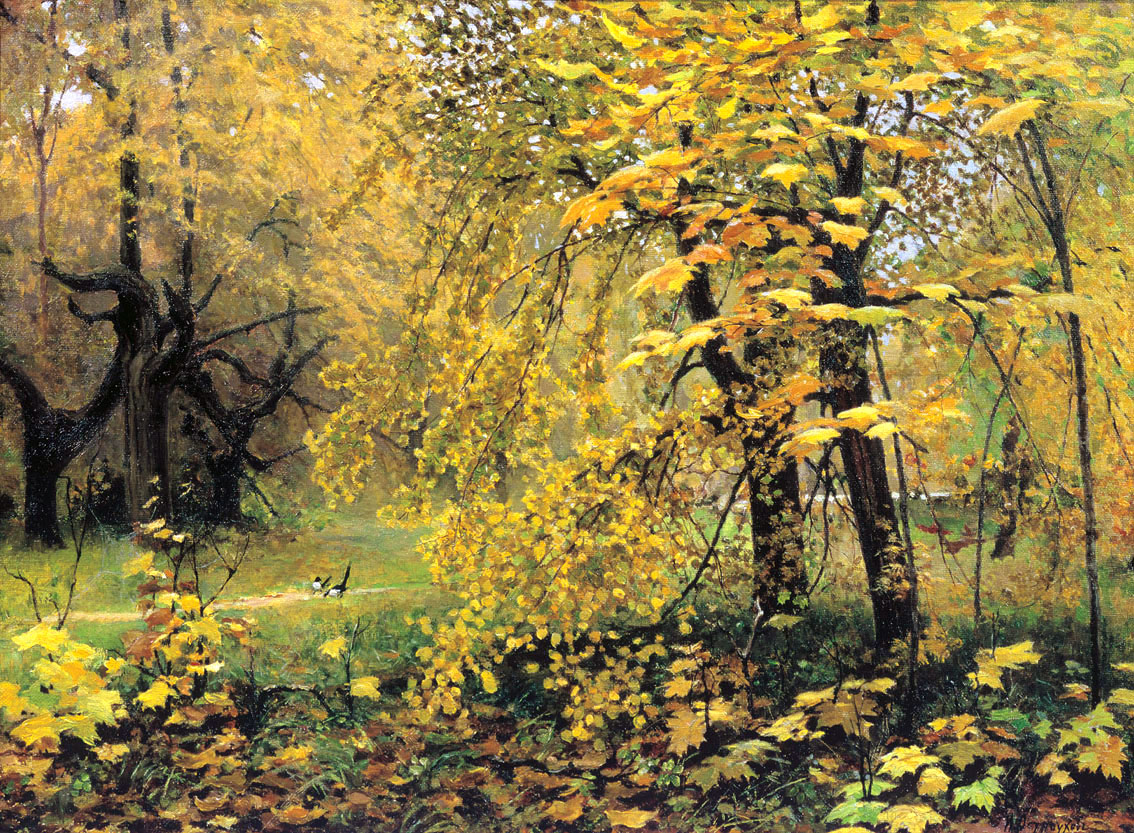
Automne doré (1886)
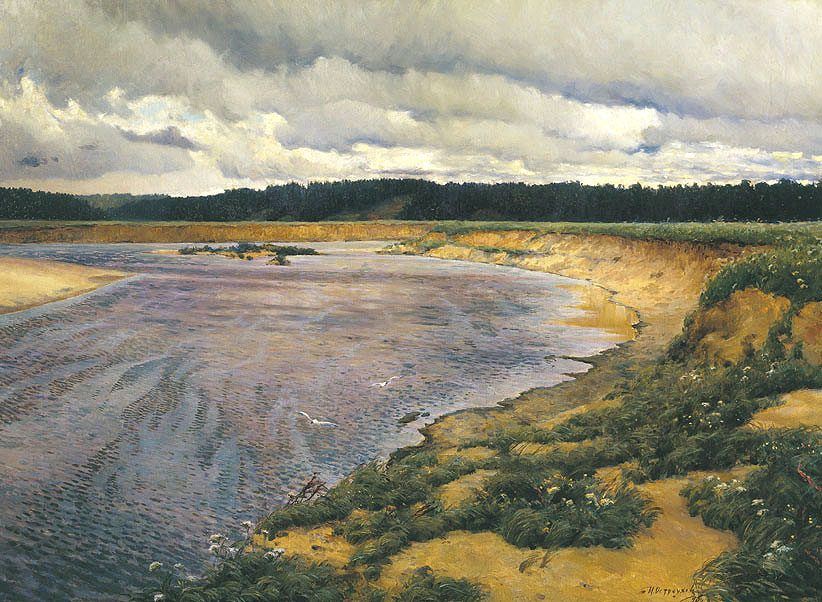
Siverko (1890), Galerie Tretiakov
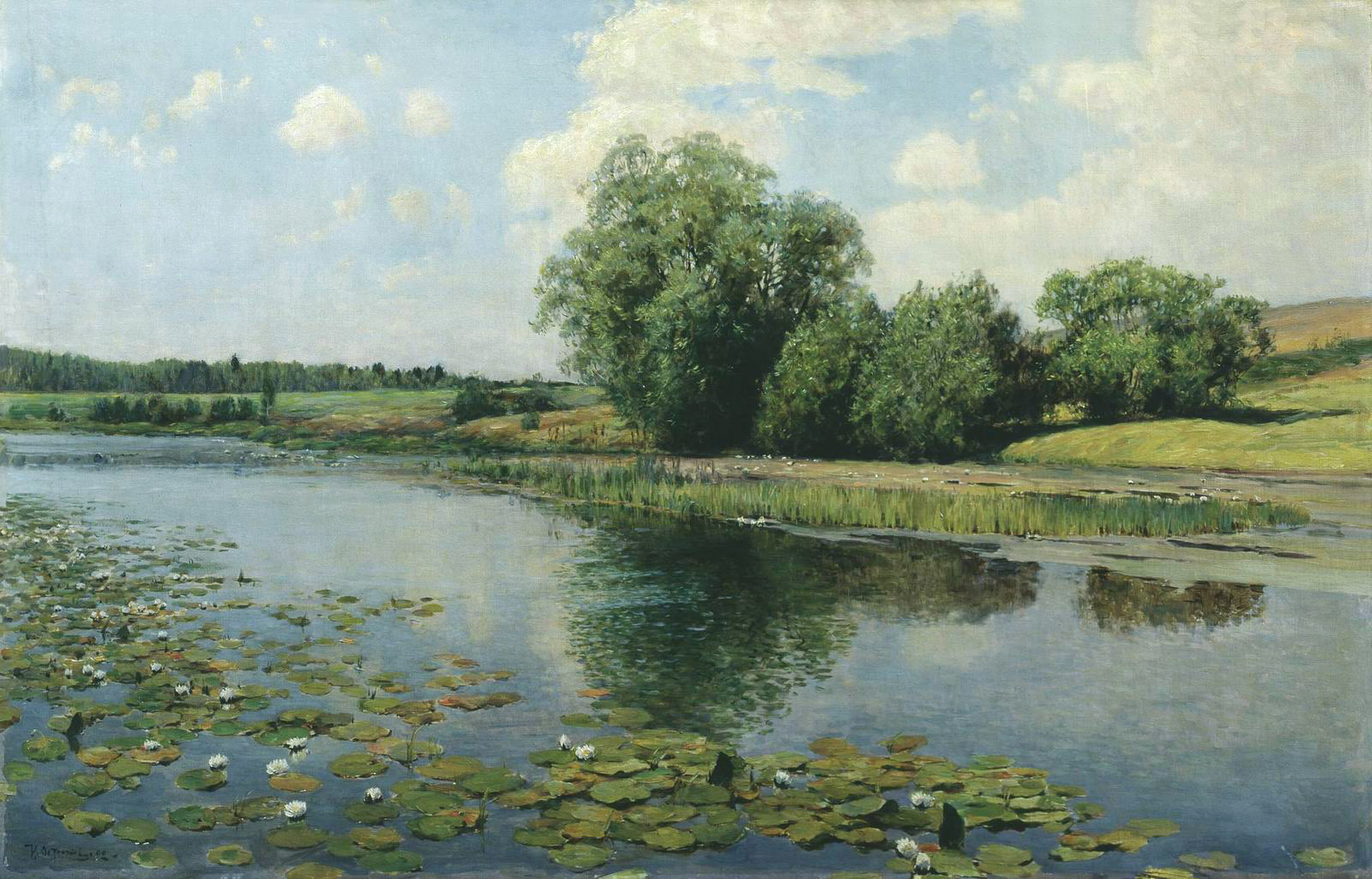
La rivière à midi (1892)